# Flavor Of Life (アルバム)
『Flavor Of Life』は、2001年10月3日に発売されたSoul Crusadersの1作目のオリジナルアルバム。

## 内容
唯一のアルバム。シングル収録曲以外は寺尾広による作曲。

## 収録曲
1. SAFETY LOVE
  - 作詞：AZUKI七　作曲：大野愛果　編曲：寺尾広

1stシングル。
2. Baby Sweet Sunshine
  - 作詞：森下知美・King Opal　作曲：大野愛果　編曲：Soul Crusaders
3. 感傷
  - 作詞：AZUKI七・King Opal　作曲・編曲：寺尾広
4. Free my mind
  - 作詞：AZUKI七・King Opal　作曲・編曲：寺尾広
5. Lonesome Tonight 〜君だけ見つめてる〜　
2ndシングル。
  - 作詞：AZUKI七　作曲：大野愛果　編曲：寺尾広
6. I miss you
  - 作詞：森下知美・King Opal　作曲・編曲：寺尾広
7. Feel my heart
  - 作詞：森下知美・King Opal　作曲・編曲：寺尾広
8. Resolution
  - 作詞：AZUKI七・King Opal　作曲・編曲：寺尾広
9. Get Positive
  - 作詞：King Opal　作曲・編曲：寺尾広
10. DO YOU FEEL LIKE I LIKE?
  - 作詞：AZUKI七・King Opal　作曲・編曲：寺尾広
11. Holiday
  - 作詞：AZUKI七・King Opal　作曲・編曲：寺尾広
12. オモイデハ花
  - 作詞：Sayaka Takasaki・King Opal　作曲・編曲：寺尾広

## レコーディング参加
- 寺地秀行 - キーボード
- 宇徳敬子 - コーラス(#2, 5, 12)